# Viola Profonda
En Viola Profonda er et firstrenget tenorstrygeinstrument. Den spilles som en almindelig violin, men er større end en viola
Den blev opfundet i 2007 af den bolivianske komponist Gerardo Yañez

## Ekstern henvisning
- www.violaprofonda.com Arkiveret 31. juli 2012 hos  Wayback Machine